# Sévérac-le-Château
Pour les articles homonymes, voir Sévérac.
Sévérac-le-Château, ou Severac lo Castèl en occitan, est une ancienne commune française située dans le département de l'Aveyron, en région Occitanie, devenue, le 1er janvier 2016, une commune déléguée de la commune nouvelle Sévérac d'Aveyron. Elle est sise autour d'un piton rocheux, site favorable pour la construction d'un château au Moyen Âge.

## Géographie

### Localisation
La commune est située dans l'est du département de l'Aveyron. Elle est limitrophe de la Lozère.
À vol d'oiseau, Sévérac-le-Château est à 84 km d'Albi, 153 km de Toulouse, 103 km de Montpellier, 163 km de Clermont-Ferrand, 212 km de Lyon, 509 km de Paris, 293 km de Bordeaux et 218 km de Marseille[réf. nécessaire].

### Communes limitrophes

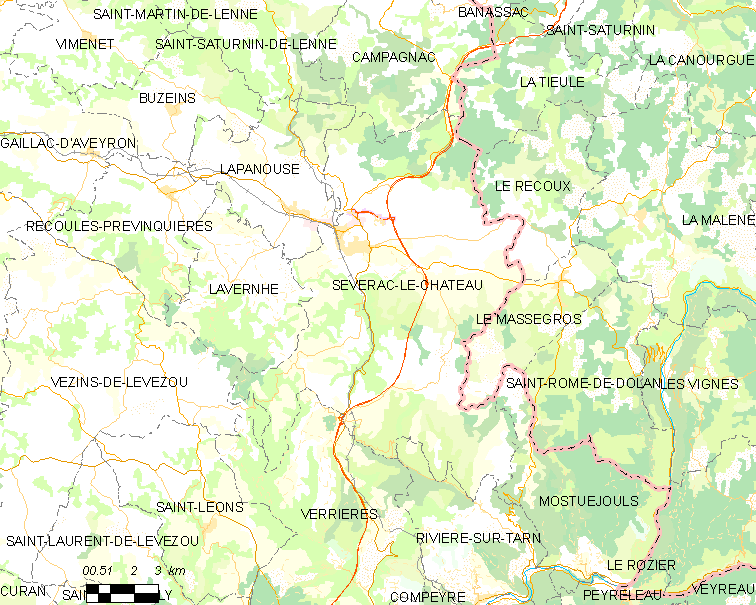
Carte de la commune de Sévérac-le-Château et de ses proches communes.

| Lapanouse (Sévérac d'Aveyron) | Campagnac          | La Tieule (Lozère)                |
| Lavernhe (Sévérac d'Aveyron)  | Sévérac-le-Château | Massegros Causses Gorges (Lozère) |
| Vézins-de-Lévézou             | Verrières          | Mostuéjouls, Rivière-sur-Tarn     |

### Géologie et relief
Le territoire de la commune de Sévérac-le-Château constitue une fraction sud du Massif central. Il est situé sur le plateau caussenard du même nom. Sa ville chef-lieu, est une place forte depuis l'Antiquité. Le territoire de cette commune constitue une partie du parc naturel régional des Grands Causses.

### Hydrographie
Sur la commune de Sévérac-le-Château se trouvent de nombreuses sources donc les plus importantes sont celles du Merdans, du Verlenque et de l'Aveyron. La commune est bordée au sud par le Lumansonesque.

### Climat
| Mois                                        | jan.        | fév.       | mars        | avril       | mai         | juin       | jui.     | août      | sep.       | oct.       | nov.       | déc.       | année      |
| ------------------------------------------- | ----------- | ---------- | ----------- | ----------- | ----------- | ---------- | -------- | --------- | ---------- | ---------- | ---------- | ---------- | ---------- |
| Record de froid (°C) date du record         | −23 1985    | −19 1999   | −15 2005    | −11 1986    | −6 1991     | −5 1989    | 0 1996   | 1 1986    | −2 1994    | −8 2003    | −12 1985   | −17 2001   | −23 1985   |
| Record de chaleur (°C) date du record       | 16 2007     | 14 2004    | 16 1990     | 19 2005     | 22 2001     | 26 2003    | 33 2005  | 29 2003   | 32 1985    | 19 1999    | 16 1992    | 16 1983    | 33 2005    |
| Record de vent (km/h) date du record        | 101 1981    | 130 1984   | 115 1982    | 101 1986    | 86 1985     | 86 1994    | 101 1986 | 86 1985   | 133 1992   | 119 1987   | 126 1982   | 104 1984   | 133 1992   |
| Record de pluie en 24 h (mm) date du record | 156,84 1979 | 130,9 1967 | 124,69 1971 | 111,36 1980 | 100,85 1968 | 150,2 1968 | 98 1982  | 87,8 1964 | 198,2 1968 | 156,1 1979 | 143,4 1963 | 100,7 1962 | 198,2 1968 |

### Transports

#### Axes ferroviaires

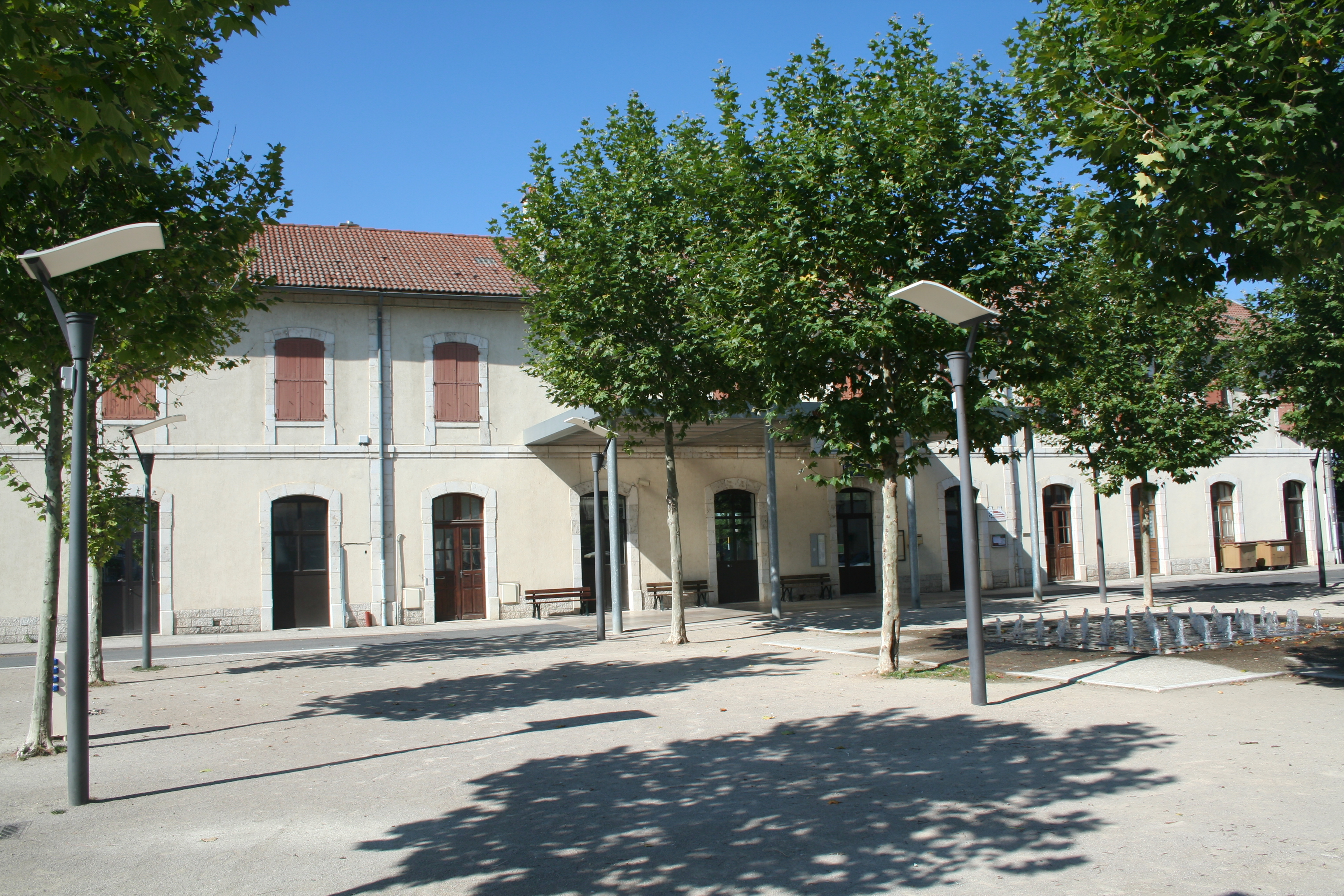
La gare.

À la fin du XIXe siècle, la bifurcation de la voie ferrée venant de Béziers vers le nord (Neussargues) et vers l'ouest (Rodez) installa un dépôt de locomotives, des ateliers de réparation et un quartier neuf peuplé de cheminots. Ce fut Sévérac-Gare. Non loin de la gare se trouvaient des dépôts qui contenaient des locomotives à vapeur jusqu'en 1953. Vers le début des années 1990, les bâtiments furent rasés ; seul un bâtiment subsiste encore. Cette ville moderne s'est étendue jusqu'à « rejoindre » la ville haute nommée Sévérac-le-Château.
La ligne de Béziers à Neussargues fut électrifiée en deux étapes par la compagnie du Midi, en 1 500 volts continu :
- 1931 : Béziers - Sévérac-le-Château ;
- 1932 : Sévérac-le-Château - Neussargues.

Les dépôts de locomotives ont abrité, jusqu'en 1986, des locomotives BB « MIDI », 1 500 volts continu, construites entre 1925 et 1936.

#### Axes routiers
La construction de l'A75 Clermont-Ferrand-Béziers en 1998, renforcée par la mise en service du viaduc de Millau en 2004, et la mise à 2×2 voies de la N88 Toulouse-Lyon confirment la situation géographique importante de ce carrefour.

### Urbanisme
Sévérac-le Château est entourée de nombreux hameaux (Novis, Blayac, les Fonds, le Villaret, Altès, Saint Dalmazy, Sermeillets, Villeplaine et Cayrac le Haut et Cayrac le Bas) aux maisons couvertes de lauzes (en pierre de causse).
Le plateau sur lequel se trouve le bourg porte le nom de Causse de Sévérac.

## Toponymie
Il s'agit d'une formation gallo-romaine basée sur l'anthroponyme latin Severus et du suffixe d'origine gauloise -acum (« propriété »).
Durant la Révolution, la commune porte le nom de Sévérac-la-Montagne.

## Histoire

### Préhistoire
La butte de Sévérac, qui culmine à 817 m d'altitude, a été occupée dès la préhistoire. En témoignent les dolmens que l'on trouve sur la route des dolmens en direction du village de Buzeins.

### Antiquité
L'occupation des lieux est attestée depuis le VIe siècle.
Un fragment de borne milliaire a été découvert en août 1979 au lieu-dit Larinié près du Villaret, à la limite est de la commune 
(environ 7,5 km à l'est du bourg) 
et 1 km au sud du Recoux. D'après le plan de Labrousse, la borne était au nord-est du Villaret.
Cette zone est à la frontière des territoires des Rutènes et des Gabales.
Elle marquait peut-être un chemin dont le trajet aurait été repris par l'actuelle route départementale 67. 

L'inscription sur la borne est restée très fraîche, ce qui indique qu'elle n'a pas été exposée très longtemps ; la borne a probablement été jetée à bas à la mort de Philippe l'Arabe en 249, et ramenée au jour lors des travaux de voirie précédant de peu sa découverte. L'inscription est tronquée mais on peut y lire le nom de l'empereur Philippe l'Arabe, ce qui date la borne des années 244-249.
Les Wisigoths et les Francs occupent la ville jusqu'en 732, date à laquelle les Sarrasins prennent la ville. Plus tard, Charlemagne fit de Sévérac le siège d'une viguerie.

### Moyen Âge
Sévérac fut assiégée par Simon de Montfort en 1214 et plus tard (en 1444) par Louis XI encore dauphin. Dans les deux cas, la garnison se rendit quasiment sur le champ à la vue de la colonne d'assiégeants devant les murailles. La ville ne fut jamais pillée.

#### Blasonnement des familles
Les seigneurs de Sévérac portaient d'argent aux quatre pals de gueules. Les armes actuelles de la ville sont dérivées de celles des ducs d'Arpajon et marquis de Sévérac : écartelé au 1° de gueules à la croix clêchée, vidée et pommetée de douze pièces d’or, au 2° d'argent aux quatre pals de gueules, au 3° de gueules à la harpe d'or, au 4° d'azur aux trois fleurs de lys d'or, au bâton de gueules, sur le tout de gueules à la croix d'argent[réf. nécessaire].

Armes de la famille de Sévérac.
Armes modernes de la ville reprise des armes de la maison d'Arpajon.
Armes du duc Louis d'Arpajon.

### Époque contemporaine
Elle devient chef-lieu du district de Severac de 1790 à 1800. Entre 1795-1800, elle absorbe Altès, puis entre 1820-1832, Novis et Saint-Dalmazy.

## Politique et administration

### Liste des maires
| Période | Période  | Identité         | Étiquette    | Qualité                                                                                                |
| ------- | -------- | ---------------- | ------------ | --- |
|         | 1940     | M. Lacombe       |              | Destitué par le préfet Marion                                                                          |
|         |          | Docteur Molinié  |              | |
|         |          | M. de Montetty   |              | Maire nommé d'office par le gouvernement de Vichy.                                                     |
| 1947    | 1959     | Dr Yves Testor   | SFIO         | Conseiller général                                                                                     |
| 1965    | 1985     | Dr Yves Testor   | SFIO-PS      | Conseiller général                                                                                     |
| 1985    | 1994     | Raymond Viala    |              | |
| 1994    | 2008     | Bernard Seillier | MPF-DVD      | Sénateur Conseiller général de l'Aveyron Président de la communauté de communes de Sévérac-le-Château. |
| 2008    | 2020     | Camille Galibert | DVD puis UDI | |
| 2020    | En cours | Edmond Gros      |              | |

## Population et société

### Démographie
L'évolution du nombre d'habitants est connue à travers les recensements de la population effectués dans la commune depuis 1793. À partir du 1er janvier 2009, les populations légales des communes sont publiées annuellement dans le cadre d'un recensement qui repose désormais sur une collecte d'information annuelle, concernant successivement tous les territoires communaux au cours d'une période de cinq ans. 
Pour les communes de moins de 10 000 habitants, une enquête de recensement portant sur toute la population est réalisée tous les cinq ans, les populations légales des années intermédiaires étant quant à elles estimées par interpolation ou extrapolation. Pour la commune, le premier recensement exhaustif entrant dans le cadre du nouveau dispositif a été réalisé en 2007,.
En 2013, la commune comptait 2 398 habitants, en évolution de +0,13 % par rapport à 2008 (Aveyron : +0,58 %, France hors Mayotte : +2,49 %).
| 1793  | 1800  | 1806  | 1821  | 1831  | 1836  | 1841  | 1846  | 1851  |
| ----- | ----- | ----- | ----- | ----- | ----- | ----- | ----- | ----- |
| 1 326 | 2 113 | 2 575 | 2 725 | 2 979 | 3 012 | 2 982 | 2 073 | 3 035 |

| 1856  | 1861  | 1866  | 1872  | 1876  | 1881  | 1886  | 1891  | 1896  |
| ----- | ----- | ----- | ----- | ----- | ----- | ----- | ----- | ----- |
| 2 906 | 2 772 | 2 786 | 2 797 | 2 965 | 3 425 | 3 347 | 3 168 | 3 253 |

| 1901  | 1906  | 1911  | 1921  | 1926  | 1931  | 1936  | 1946  | 1954  |
| ----- | ----- | ----- | ----- | ----- | ----- | ----- | ----- | ----- |
| 3 134 | 3 250 | 3 498 | 3 311 | 3 539 | 3 693 | 3 607 | 3 539 | 3 092 |

| 1962  | 1968  | 1975  | 1982  | 1990  | 1999  | 2007  | 2012  | 2013  |
| ----- | ----- | ----- | ----- | ----- | ----- | ----- | ----- | ----- |
| 3 093 | 3 031 | 2 931 | 2 774 | 2 486 | 2 458 | 2 402 | 2 401 | 2 398 |

### Pyramide des âges
| Hommes | Classe d’âge | Femmes |
| ------ | ------------ | ------ |
| 0,9    | 90 ans ou +  | 2,6    |
| 10,9   | 75 à 89 ans  | 16,2   |
| 16,6   | 60 à 74 ans  | 16,1   |
| 20,5   | 45 à 59 ans  | 20,7   |
| 18,1   | 30 à 44 ans  | 17,7   |
| 16,6   | 15 à 29 ans  | 13,5   |
| 16,4   | 0 à 14 ans   | 13,2   |

| Hommes | Classe d’âge | Femmes |
| ------ | ------------ | ------ |
| 0,6    | 90 ans ou +  | 1,7    |
| 10,2   | 75 à 89 ans  | 14,2   |
| 16,9   | 60 à 74 ans  | 17,5   |
| 21,6   | 45 à 59 ans  | 20,3   |
| 18,9   | 30 à 44 ans  | 17,8   |
| 15,1   | 15 à 29 ans  | 13,4   |
| 16,7   | 0 à 14 ans   | 15,1   |

### Enseignement
La ville dispose de deux écoles maternelles, de deux écoles primaires et d'un collège.
- L'école maternelle publique Jules-Ferry : placée dans la rue Serge-Duhourquet, l'école Jules-Ferry fut construite vers la fin du XIXe siècle. En 2008, par augmentation du nombre d'enfants et par manque de place, elle déménage dans de nouveaux locaux financés par la mairie. Un nouveau projet d'agrandissement est prévu d'ici 2014.
- L'école primaire publique Jean-Moulin : historiquement construite vers le milieu du XIXe siècle pour accueillir la mairie, l'école occupa les lieux en 1904 et la mairie déménagea dans un bâtiment annexe. L'architecture du bâtiment, situé dans la rue des Douves, est une prouesse artistique de l'époque avec ses poutres en arcs paraboliques qui soutiennent la structure. En 1918 tout comme en 1945, un monument aux morts fut construit et les noms des morts pour la France y furent gravés. Ce monument se trouve en face de l'école.
- L'école primaire privée Bon-Pasteur
- Le collège public Jean-d'Alembert : construit en 1972 par le conseil général de l'Aveyron, le collège fut construit à proximité d'infrastructures sportives environnantes. Il est situé avenue du Général-de-Gaulle. En 1990, un bâtiment fut construit à proximité pour accueillir un atelier de machines technologiques destinées aux élèves. En 2004, il est le troisième collège le plus équipé de l'Aveyron. En 2011, le collège fit des travaux financés par le conseil général pour se mettre aux normes (création d'un ascenseur, isolation des murs) et l'atelier de technologie fut transformé en salle de sport.

### Sports

#### Centre Culturel et Sportif
- Course à pied
- Expression Corporelle et Cirque
- Gymnastique
- Nihon tai jitsu (Self défense)
- Tennis de table
- Tir à l'arc
- Yoga

#### Autres activités
- Renforcement musculaire
- Initiation à la boxe anglaise
- Athétic Forme (musculation)
- Club de badminton du Sévéragais
- Club Handball Séveragais (CHBS)
- CSS - Cheminot Sport Sévéragais (football)
- École de danse Virginie Guin (classique, jazz et gym d'entretien)
- Ecole de Musique VIRTUOSE (Piano-Violon-Alto-Orgue-Voix-Chant-Chorale-) Studio enregistrement : 05 65 46 99 61
- Écurie des grands causses (enseignement, pension, débourrage)
- Foulées Sévéragaises (courses à pied)
- Judo Club de Séverac le Château
- La Gaule Sévéragaise - Société de pêche AAPPMA (Association Agréée pour la Pêche et la Protection des Milieux Aquatiques)
- La Pétanque Cheminote Sévéragaise
- Le Dauphin sévéragais (natation)
- Les chevaux du Ronc (à cheval ou en calèche, ballades et randonnées, gîtes pour séjours équestres)
- Los Passejaires del severaguès (marche à pied, randonnées)
- Sévérac Arts Martiaux
- Sévérac Moto Sport (motocross)
- Sévérac Volley Club
- Société de chasse
- Société Hippique Rurale Sévéragaise - SHRS (Organise le raid des Grands Causses à l'Aubrac, épreuve nationale de 130 km et le raid d'endurance)
- Union Sportive Sévéragaise - USS (Rugby)

### Manifestations culturelles et festivités
- Au château, grand spectacle de fauconnerie en costume médiéval et en musique.
- Expositions, spectacles, concerts.
- Circuit des fontaines voûtées.
- Le Son et Lumière « Mémoires de Séverac ou la Légende de Jean le Fol », qui retrace 2000 ans d'histoire de la cité, chaque première semaine d'août.
- Spectacle de fauconnerie durant tout l'été dans la cour d'honneur du château
- Rallye des Cardabelles, chaque première semaine d'octobre.

#### Associations culturelles
- Association culturelle (plusieurs activités culturelles variées)
- Association des Parents d'élèves de l'École de Musique
- Atelier Cuisines du Monde (cuisines du monde entier : orientales, asiatiques …)
- Atelier Loisirs Créatifs (ateliers d'exposition d'arts)
- Cinéma itinérant, théâtre, expo
- Club de couture
- Club Photo UAICF
- Compagnons de St Chély
- École de Musique VIRTUOSE
- École Nationale de Musique du Département de l'Aveyron (ENMDA)
- Ensemble Vocal des Causses (chorale)
- Françoise Bois Poteur (école de musique : vielle)
- Généalogie
- Mémoires de Sévérac (organisation du spectacle "Mémoires de Séverac ou la Légende de Jean le Fol")
- Pyramide
- Sévérac-Video-Son (sonorisation de manifestations et cérémonies, archives vidéo de la vie sévéragaise)

#### Associations d'animation
- Association « Entre Causse et Vallée » (regroupe les hébergeurs (gîtes et chambres d'hôtes), des producteurs fermiers, des organisateurs de randonnées à cheval ou dromadaire)
- Borréia del Castel (développe la culture occitane à travers les danses et chants traditionnels du Rouergue)
- Canail' Circus (cirque)
- Club hôtelier du canton de Sévérac-le-Château
- Comité des fêtes de Sévérac (organisation des fêtes de Pentecôte, quartier de la gare, et de la fête de la Cité Médiévale)
- Les Amis de Blayac
- Les Villaretois
- CAP'SEVERAC (Commerçants, Artisans, Professionnels)

#### Associations pour la sauvegarde du Patrimoine
- Association du Moulin de la Calsade
- Association Rouergate des Amis des Moulins
- Les Amis d'Altès
- Les Amis de l'église de Saint Dalmazy
- Les Amis de Lorette
- Les Amis du Château et du Patrimoine Sévéragais
- Les compagnons de Saint Chély
- Sauvegarde du petit patrimoine

## Économie
Un marché nocturne d'agriculteurs producteurs, associés de « Fermiers de l'Aveyron », se tient fin juillet place de la gare ferroviaire.

## Culture locale et patrimoine

### Patrimoine civil

#### Le château
Classé MH (1922)
Le château a appartenu à plusieurs familles : les Sévérac (dont le dernier descendant direct était Amaury de Sévérac, maréchal de France et condottiere en Italie, étranglé à Gages sur l'ordre des Armagnac), les Armagnac, puis les Arpajon (dont le dernier descendant est Louis d'Arpajon, marquis de Sévérac et duc d'Arpajon). Ce sont ces derniers qui firent transformer le château de forteresse en palais de style Renaissance - par un architecte italien qui réalisa aussi la mise au style Renaissance du palais royal de Prague — dont on peut encore voir la façade sud. La visite permet de découvrir remparts, courtines, tours de guet, chapelle et cuisine.

Visible de tous les points de l'horizon, le château des XIIIe et XVIIe siècles domine la plaine où l'Aveyron prend sa source. Au pied du château, la cité médiévale offre un panorama de la région. Les ruelles autour du château sont bordées d'anciennes échoppes des XVe siècle et XVIe siècle, de maisons en encorbellement, de porches et d'escaliers.

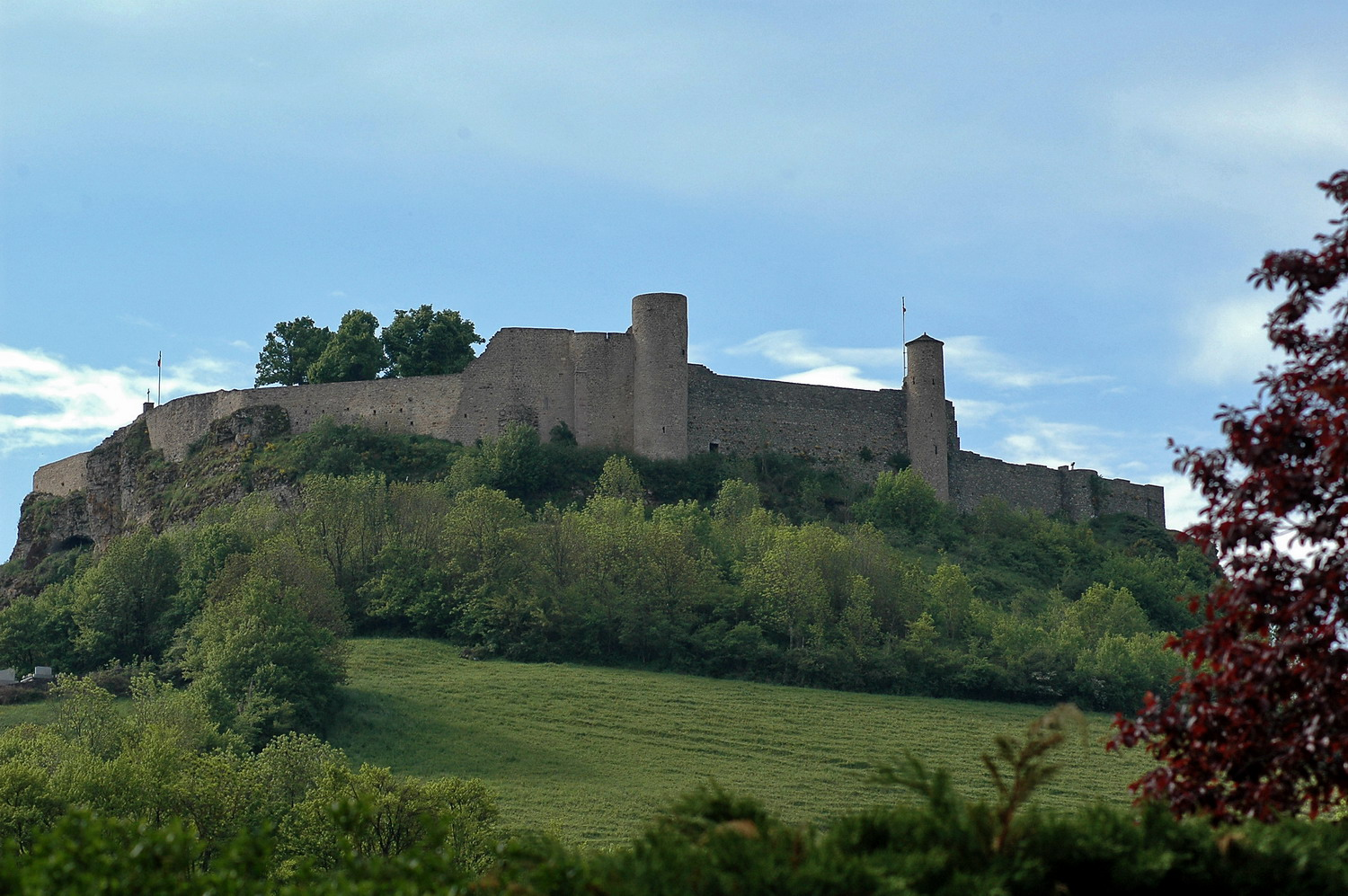
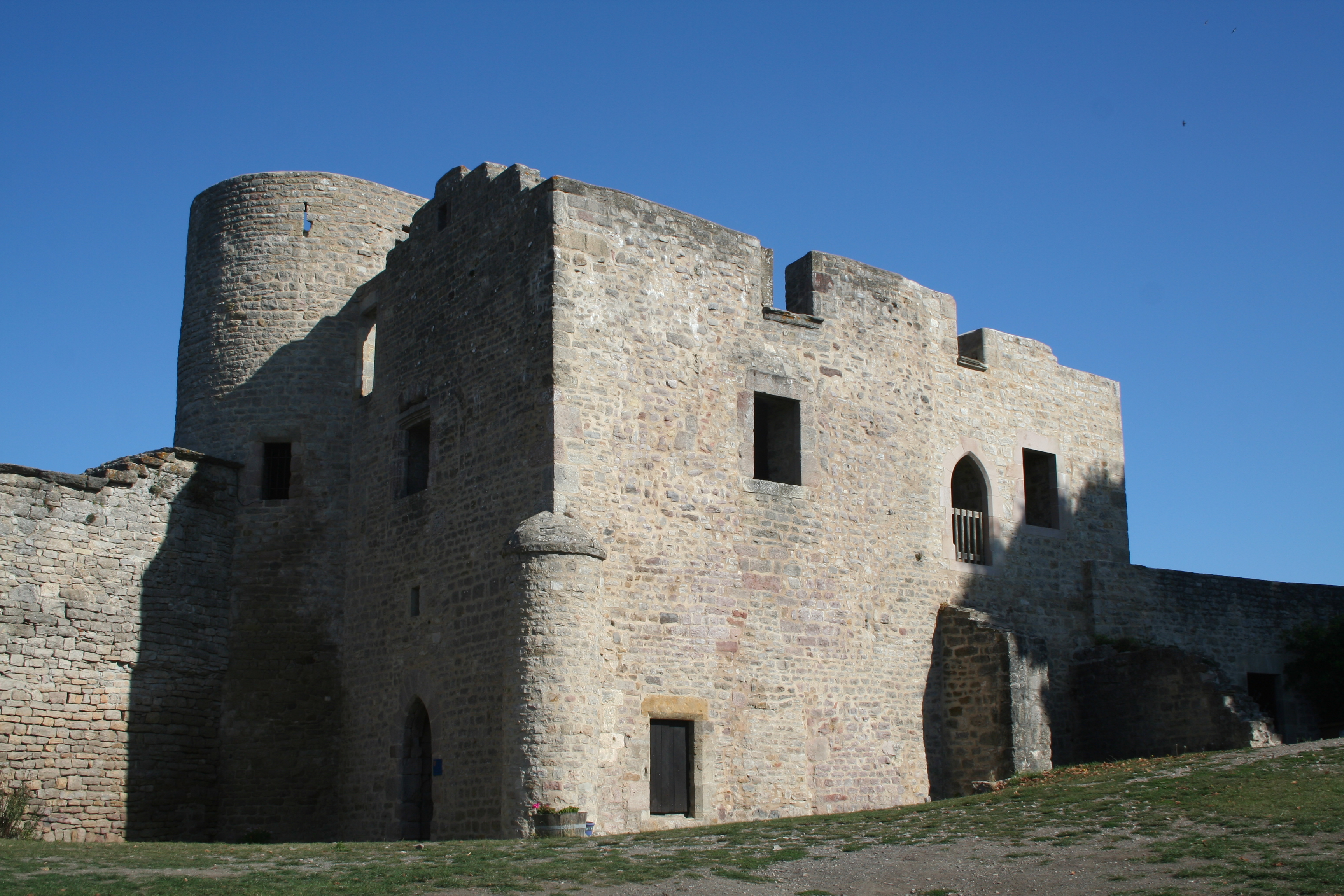
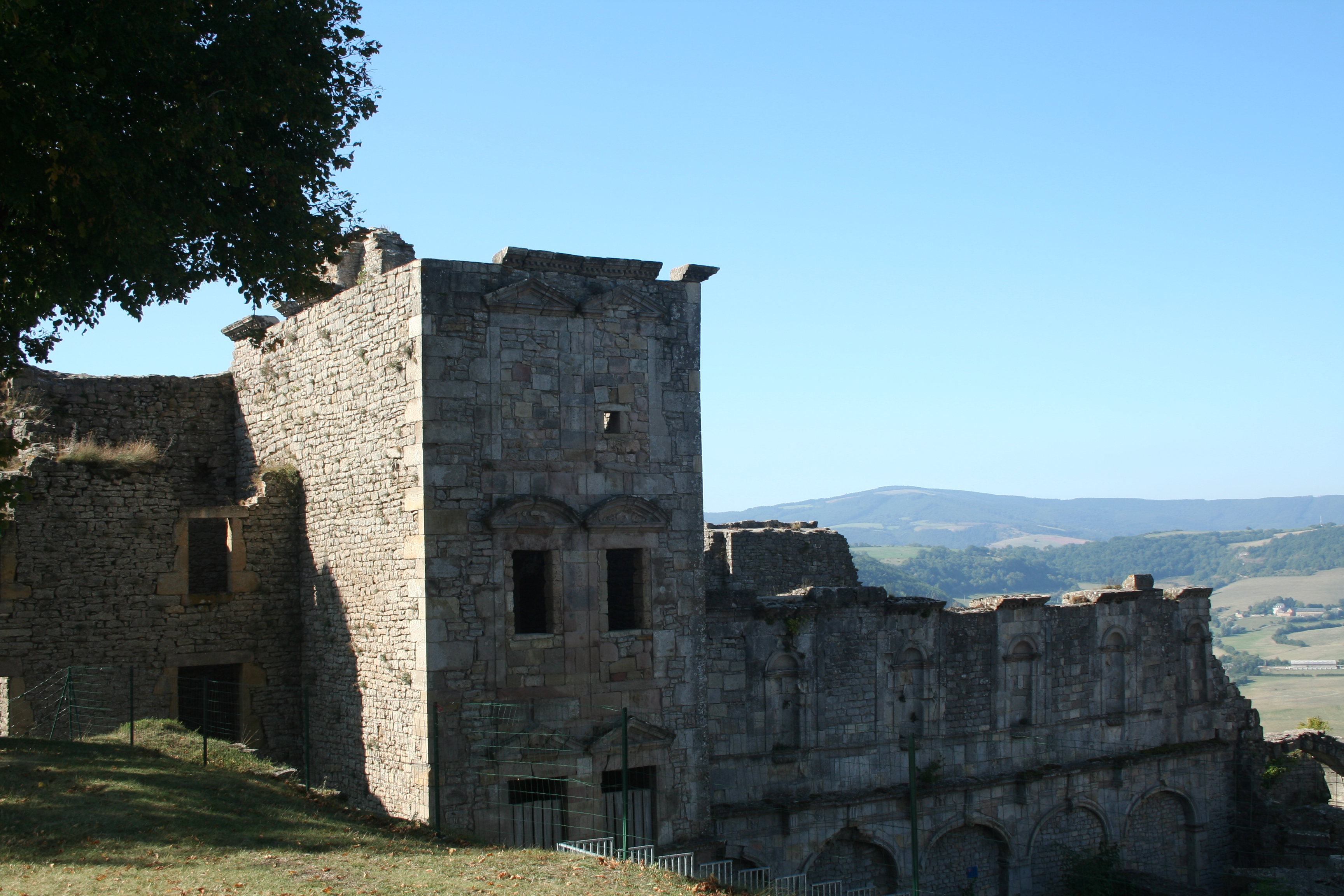
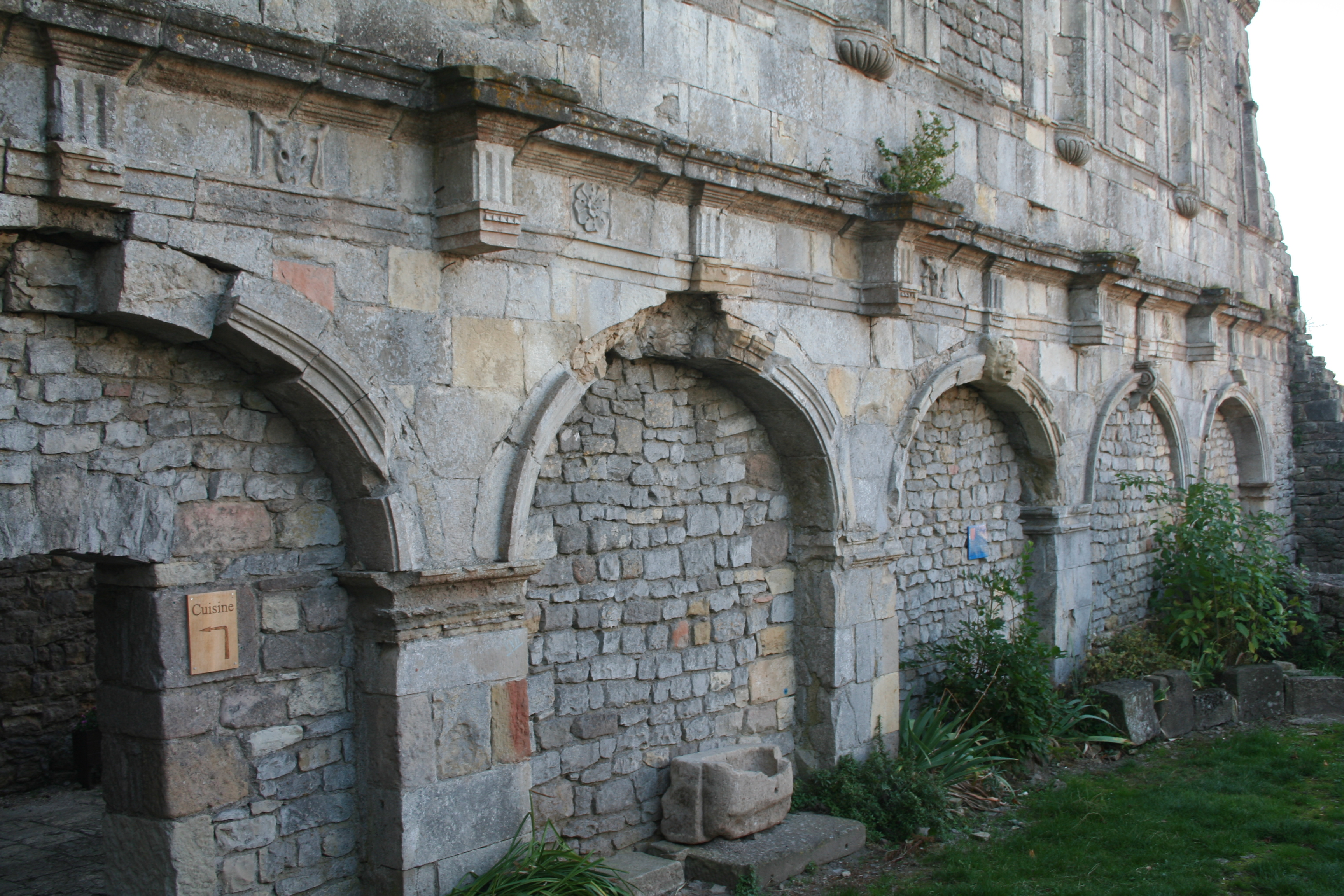
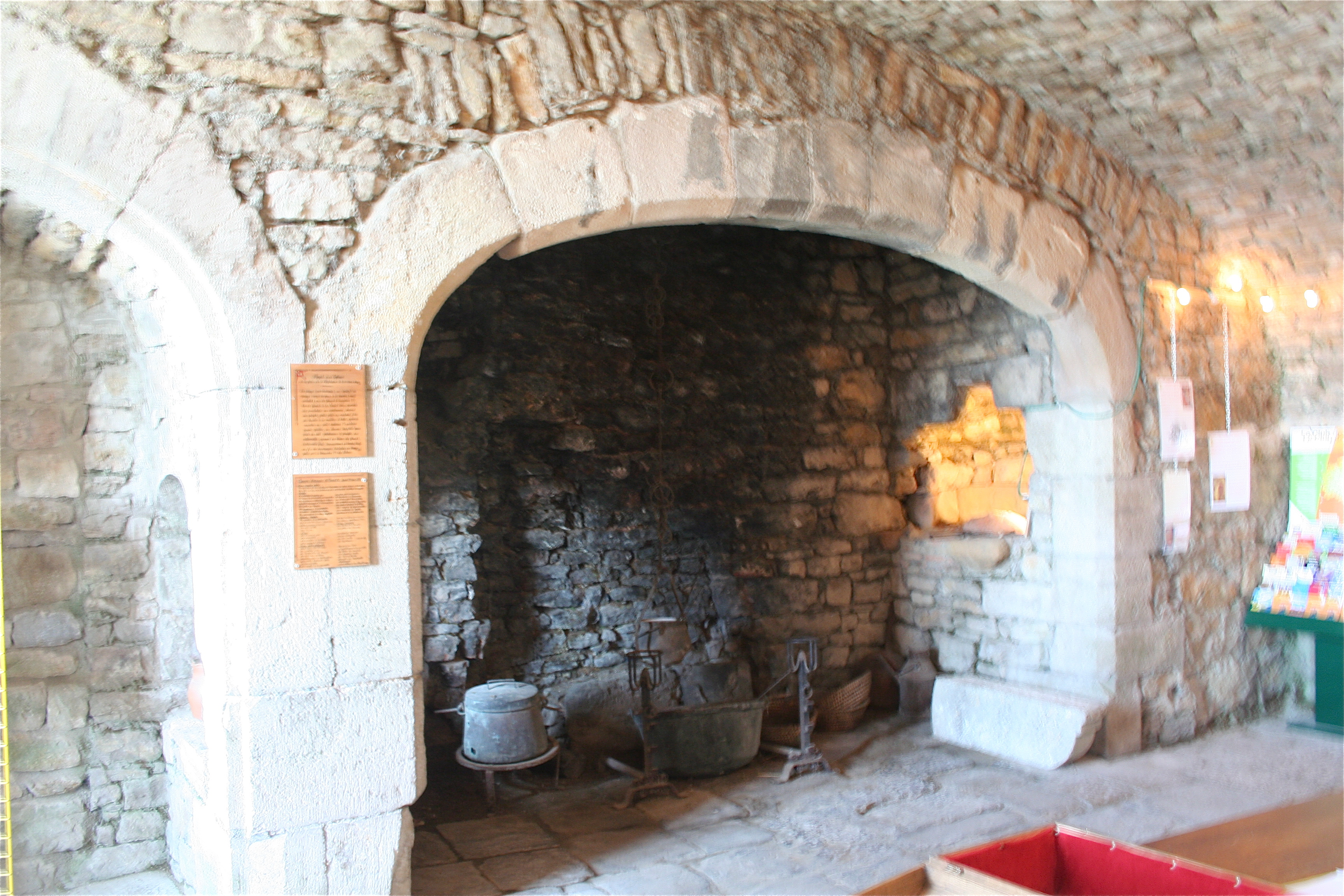
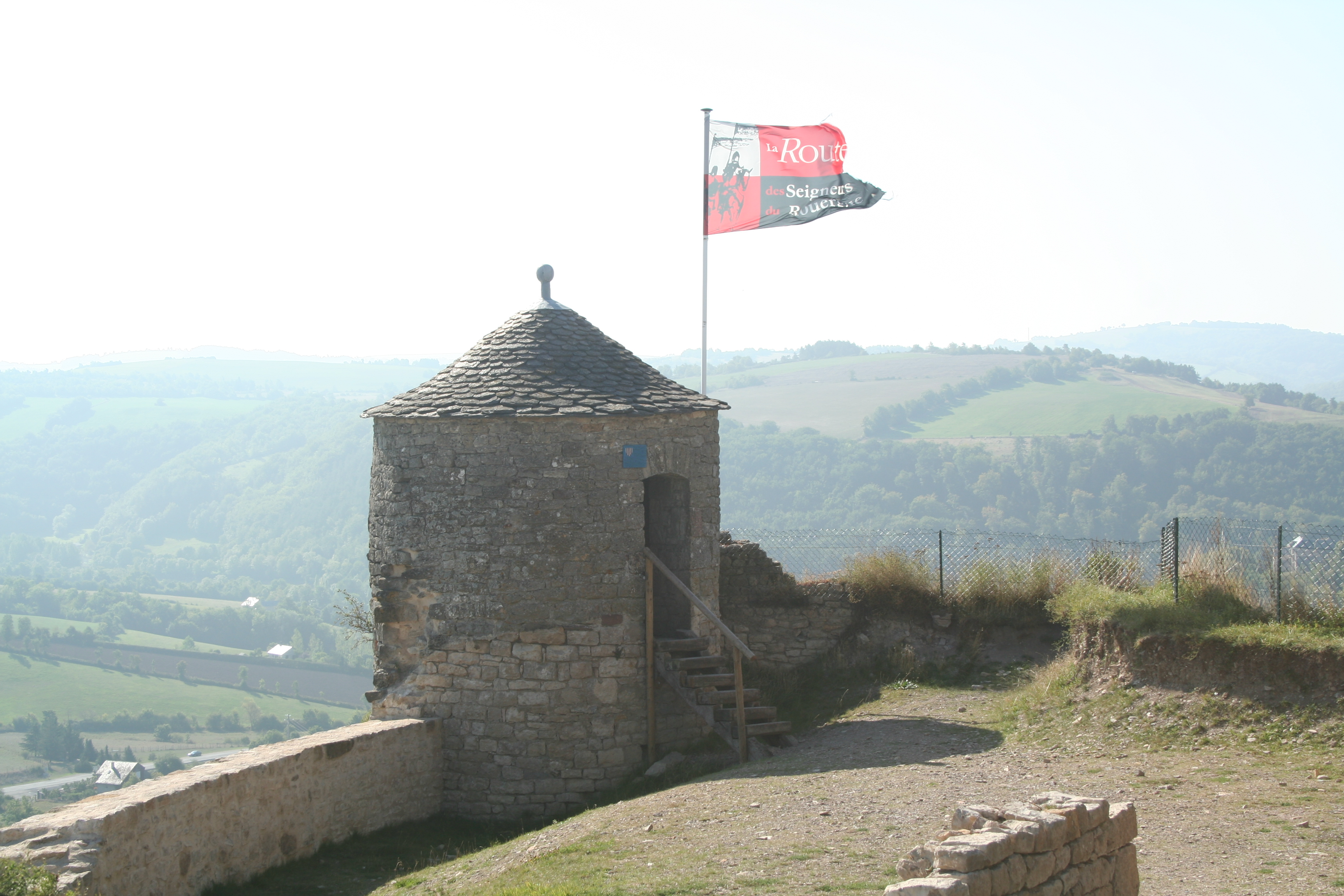
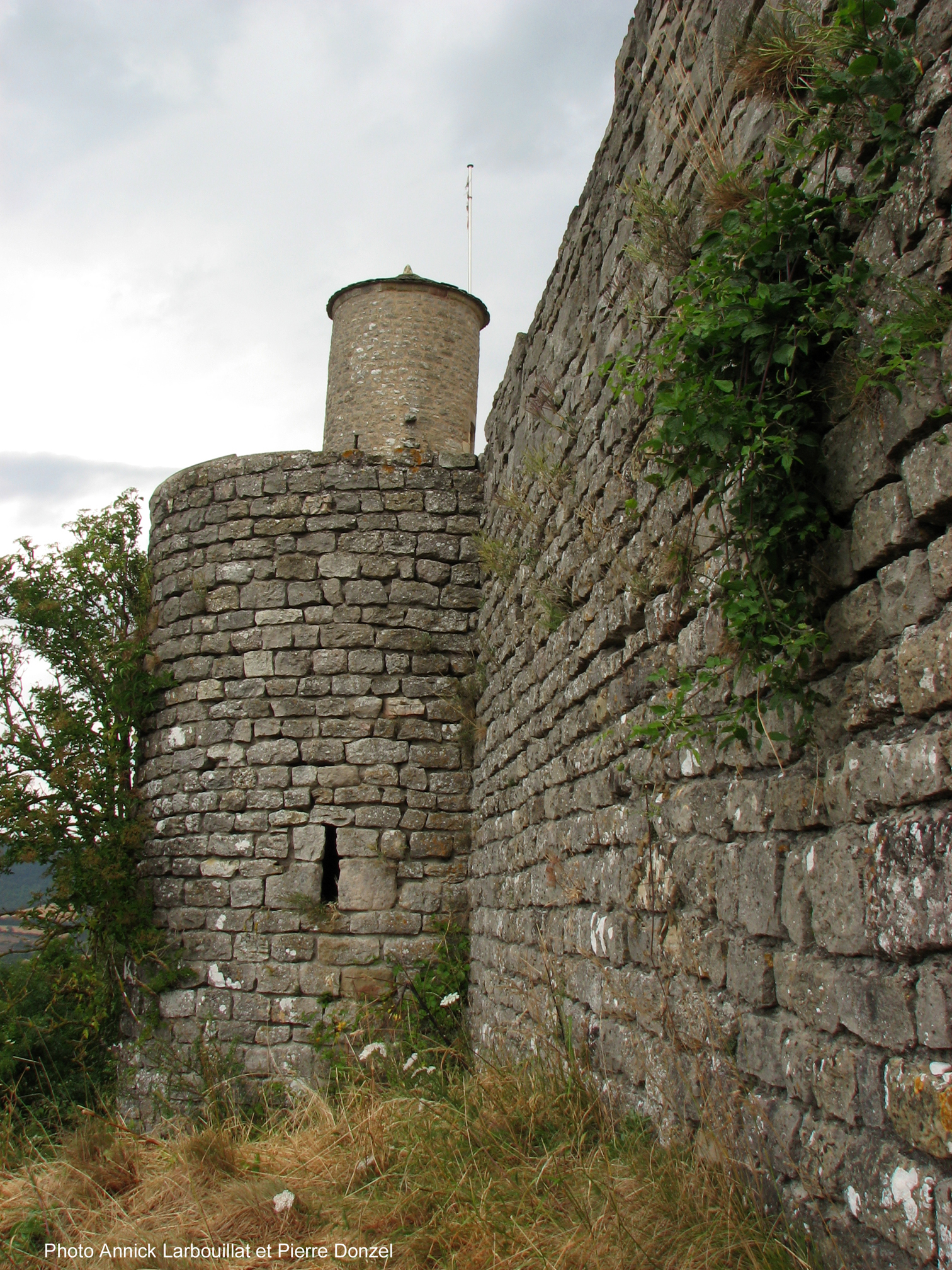
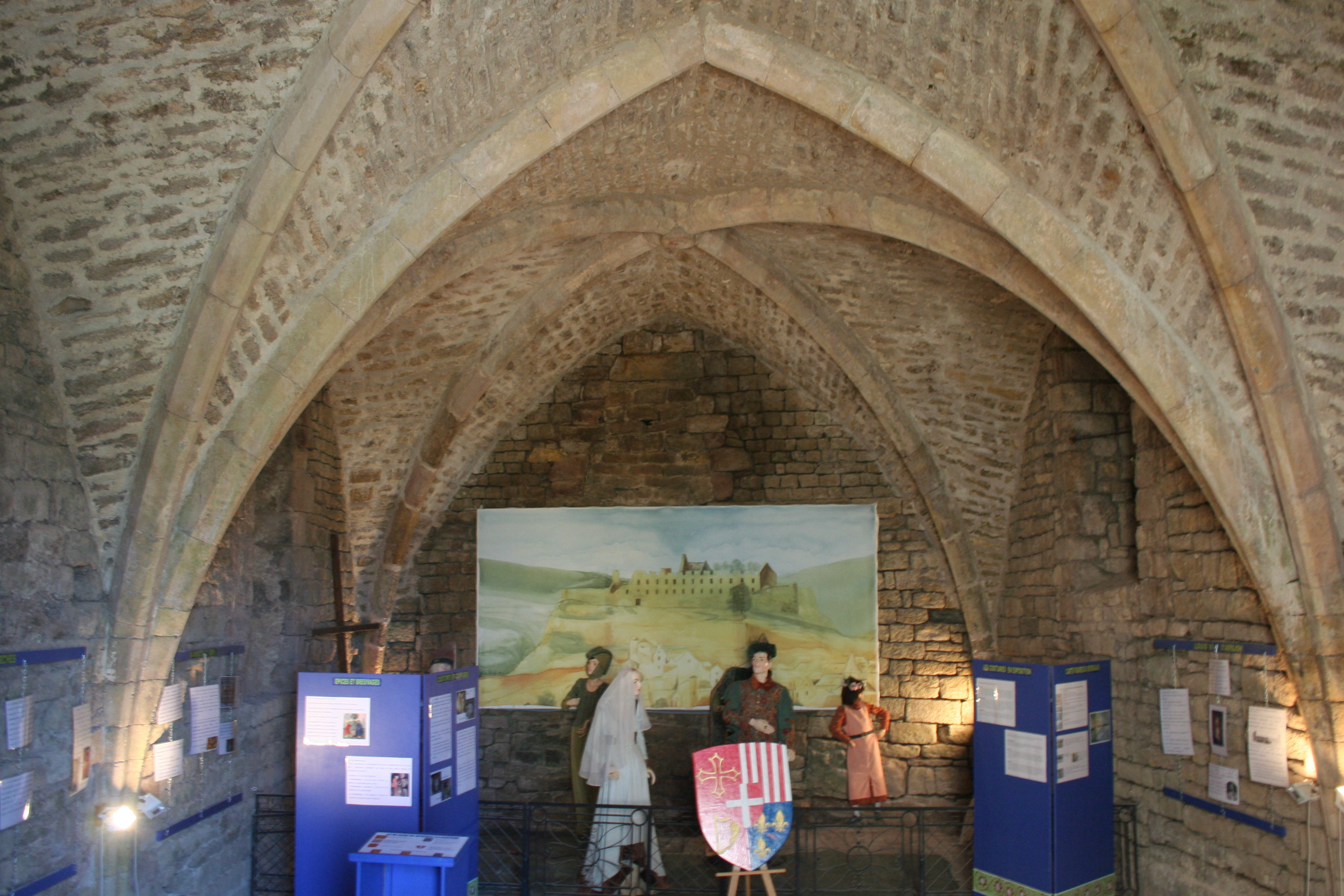
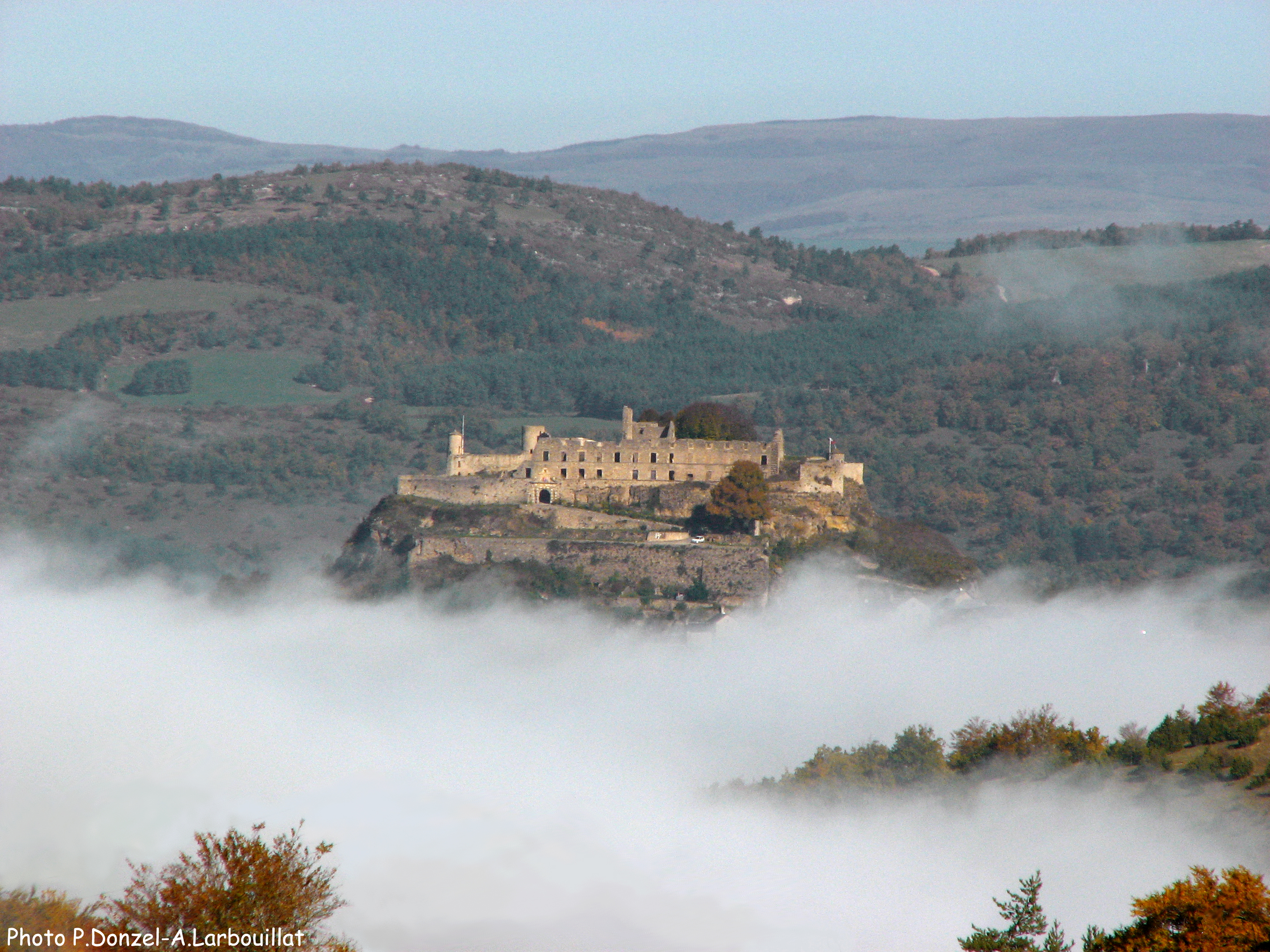

#### Avant l'association
Le monument est inscrit aux Monuments Historiques dès 1922, mais n'est classé officiellement qu'en 1932.
Après l'effondrement de la toiture

#### Après l'association
L'association « les amis du château et du patrimoine sévéragais », prend la direction de ces restaurations. Presque chaque année, le château reprend de sa splendeur avec l'avancement des travaux. Cette association crée en 1986 par J.-L. Poujol et J.-B. Gazagnes, a permis la deuxième grande partie des restaurations, et est encore active aujourd'hui.
En 2018, c'est la grande tour qui retrouve sa grandeur, libérant les accès, sur les futurs travaux.
À l'été 2019, les spectateurs du son et lumière ainsi que les visiteurs découvrent le bâtiment de la cour, revêtu d'un toit. Après avoir été élevé suivant les pierres restantes d'il y a quelques années.
→ Historique complet des rénovations, dans le livre de Jean-Pierre Henri Azéma : Sévérac-le-Château, Porte du Rouergue, Sévéragais Aveyronnais. Ce livre est également illustré par des photos d'Alain Poujol, montrant le château et ses environs sous ses plus beaux angles. 

#### La cité médiévale
La cité médiévale, bâtie sur le versant sud-est de la butte (pour avoir un meilleur éclairage du soleil), était jadis protégée par un rempart et quatre portes fortifiées dont deux subsistent encore, celle du Peyrou et celle du Latazou.
Bâties sur un plan en arc-de-cercle, les trois rues principales (Amaury-de-Sévérac, Duc-d'Arpajon, Belvezet) rayonnent autour de la place de la Fontaine. Sur elles débouchent d'autres rues et des carayrolles, ruelles aménagées parfois en escaliers en raison du terrain, sous des maisons, en passages couverts, voûtés ou non.
Répartis en six quartiers, artisans et commerçants prospéraient dans ces murs et, en particulier, les tisserands qui fabriquaient des cadis, tissus de laine assez épais et non peignés pour la confection, entre autres, de vêtements militaires. Draps et toiles étaient également fabriqués dans la cité et vendus, par convois d'animaux de bâts, dans le Midi de la France et jusqu'à Gênes en Italie.
Elle abrite de belles demeures avec tour-escalier, colombages et encorbellements. Parmi les bâtiments remarquables : la maison des Consuls, la maison de Jeanne, le Sestayral qui est un marché aux grains, la fontaine romane et l'église Saint-Sauveur.

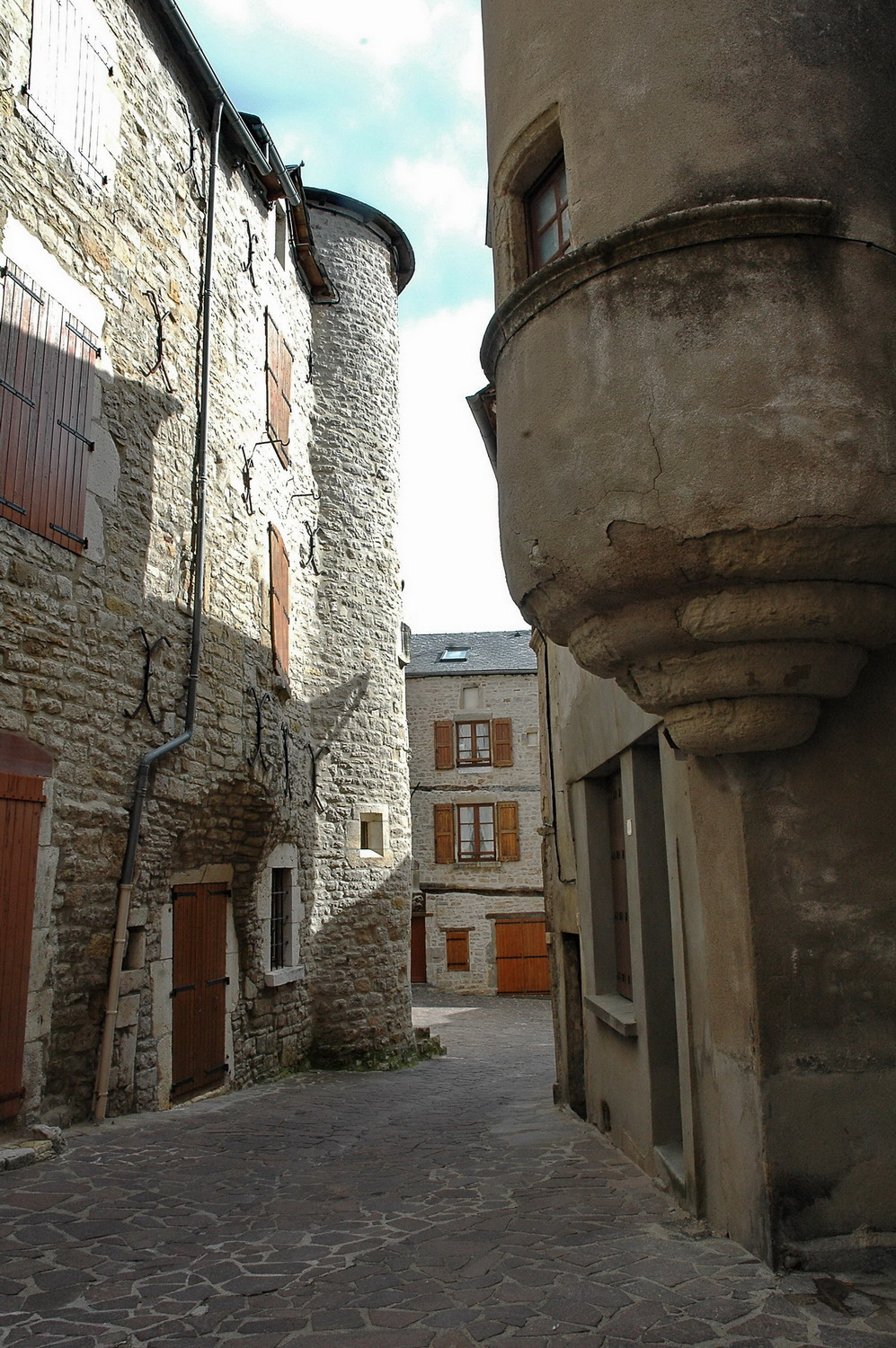
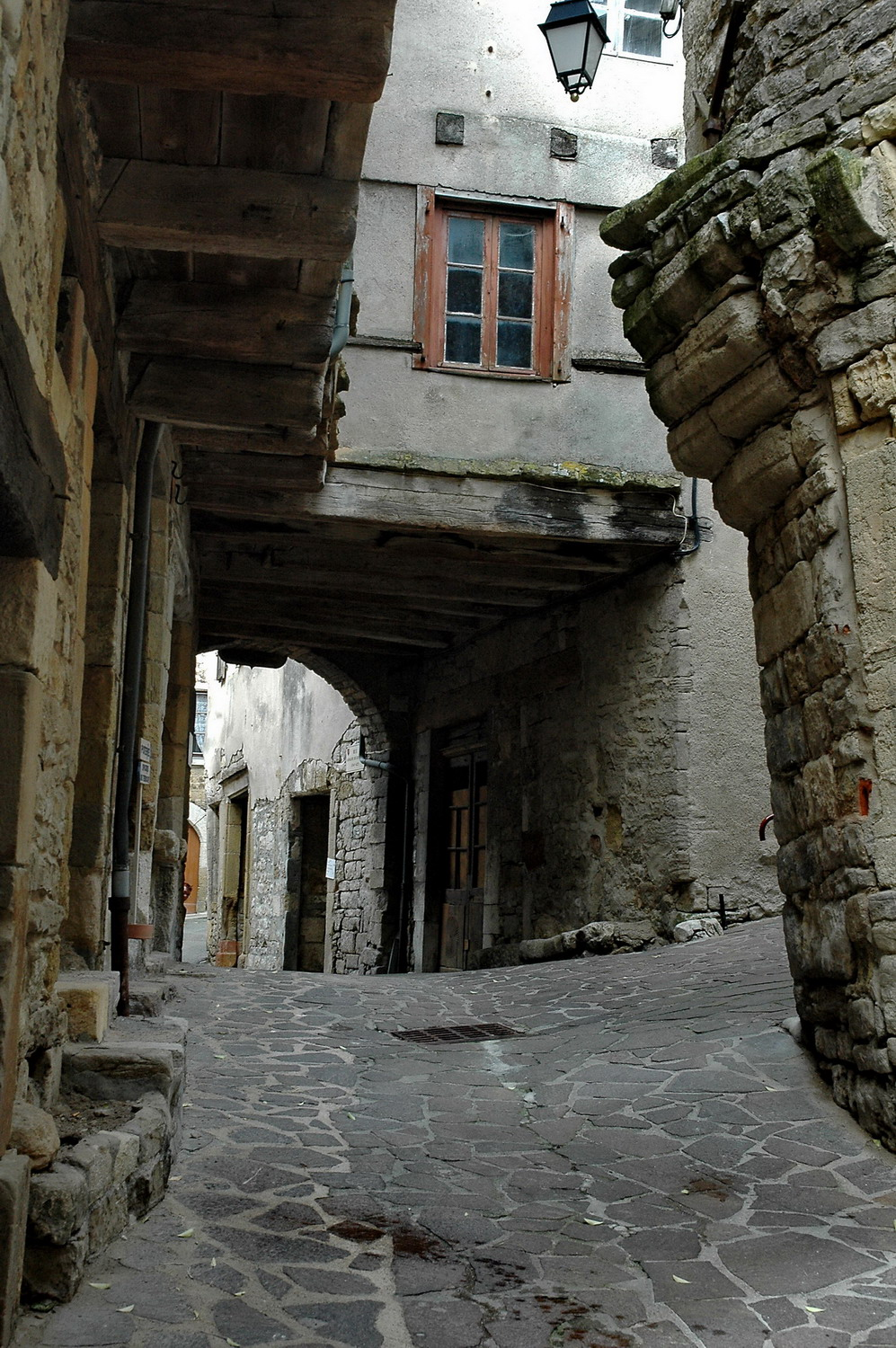
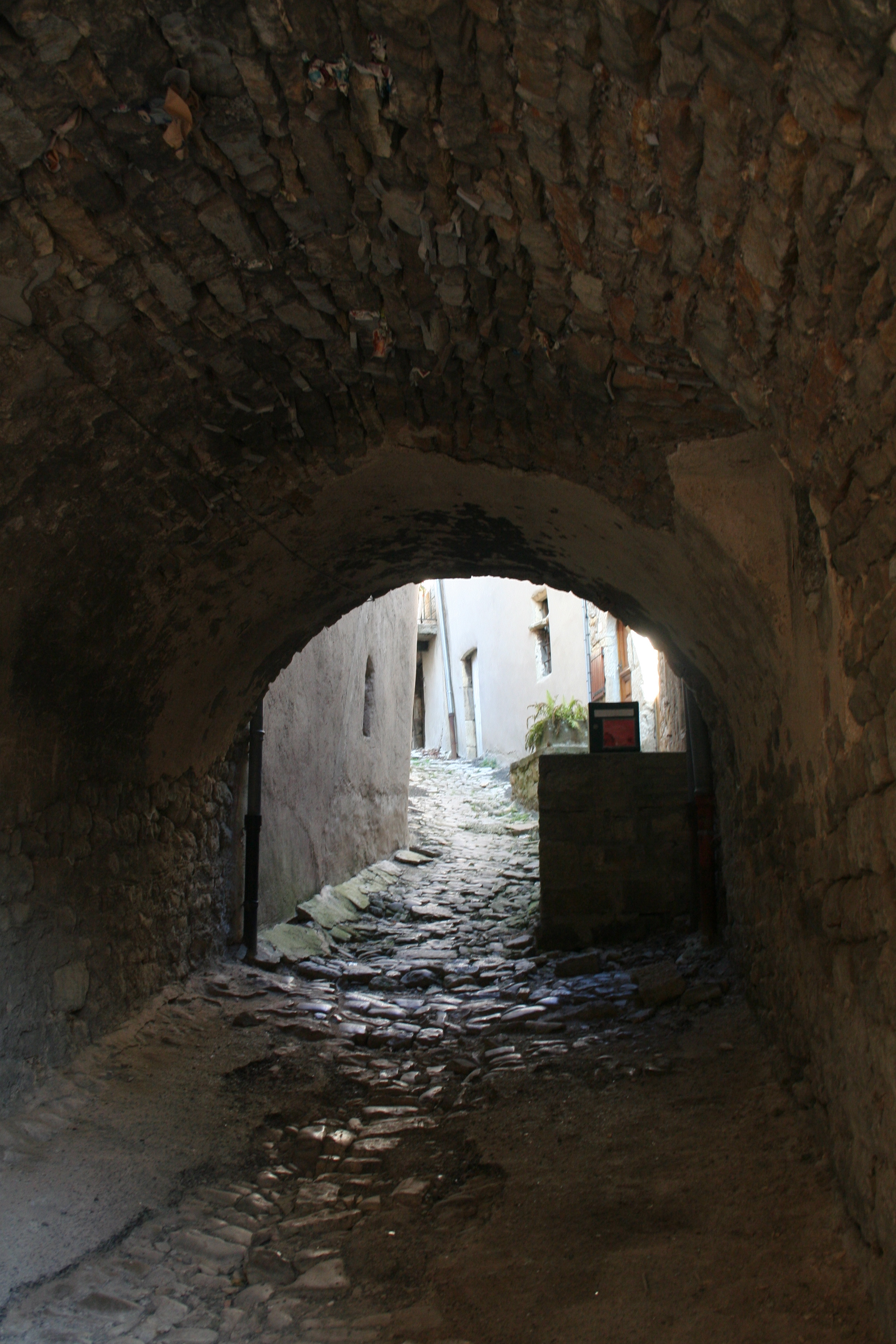

##### Maison des consuls

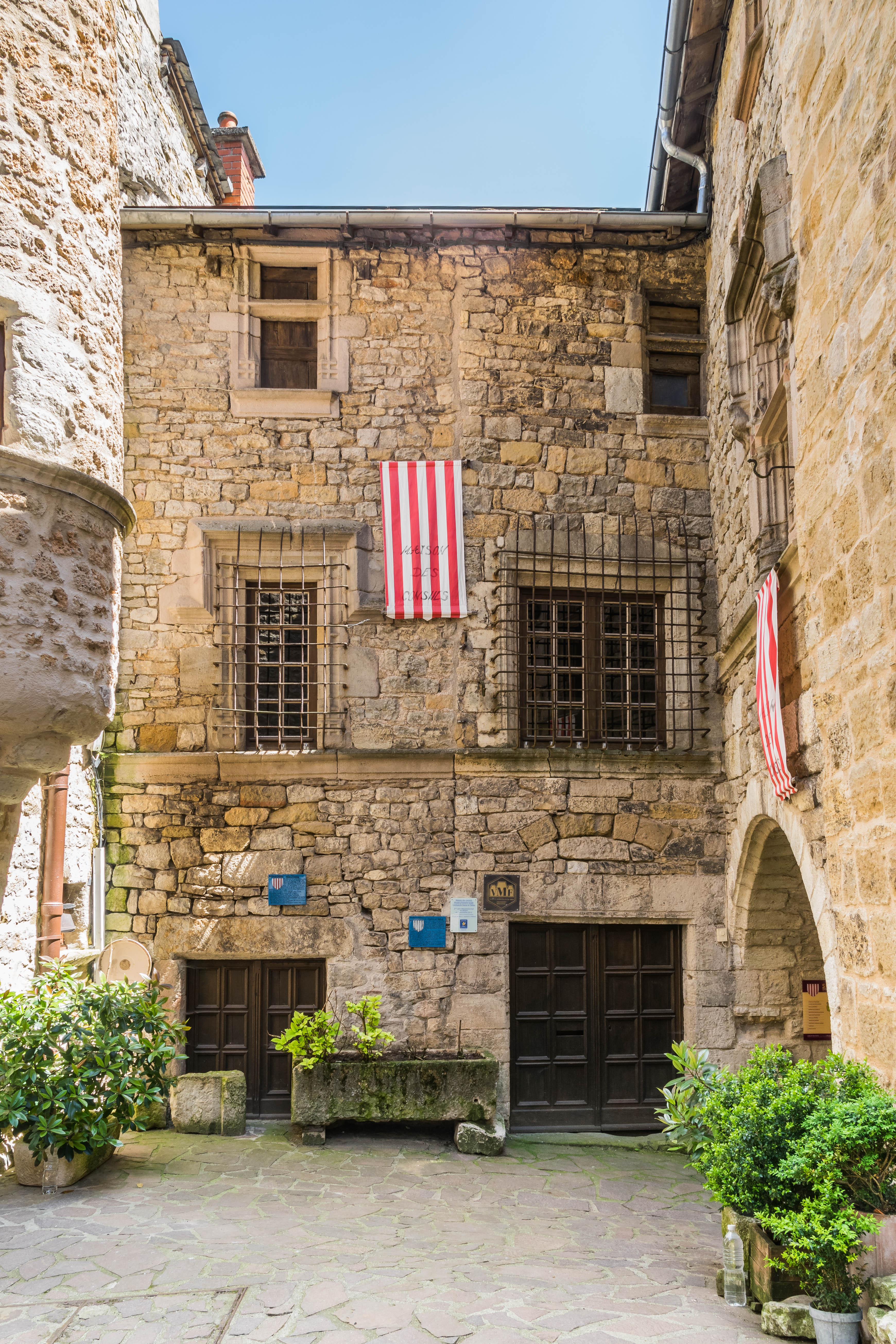
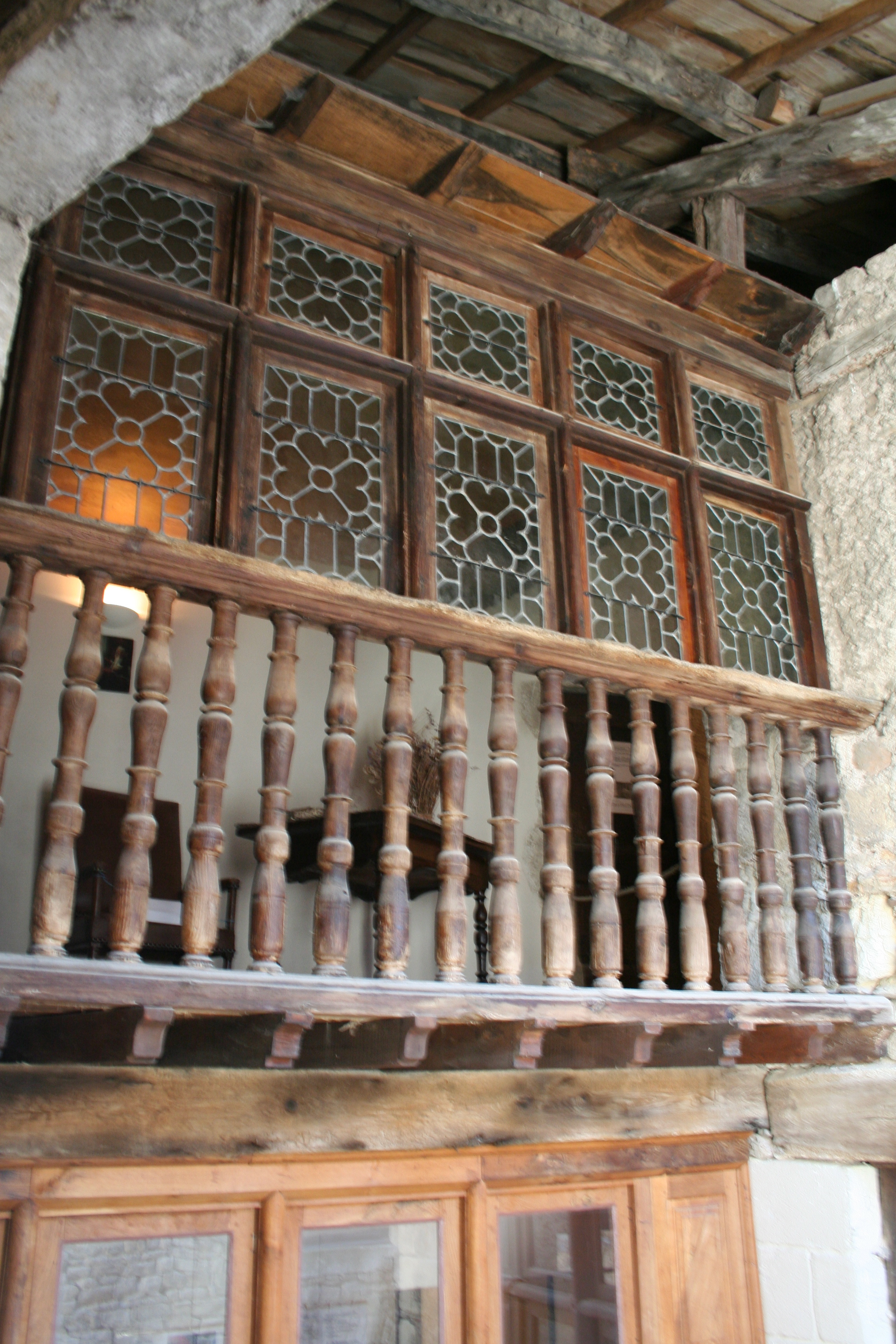
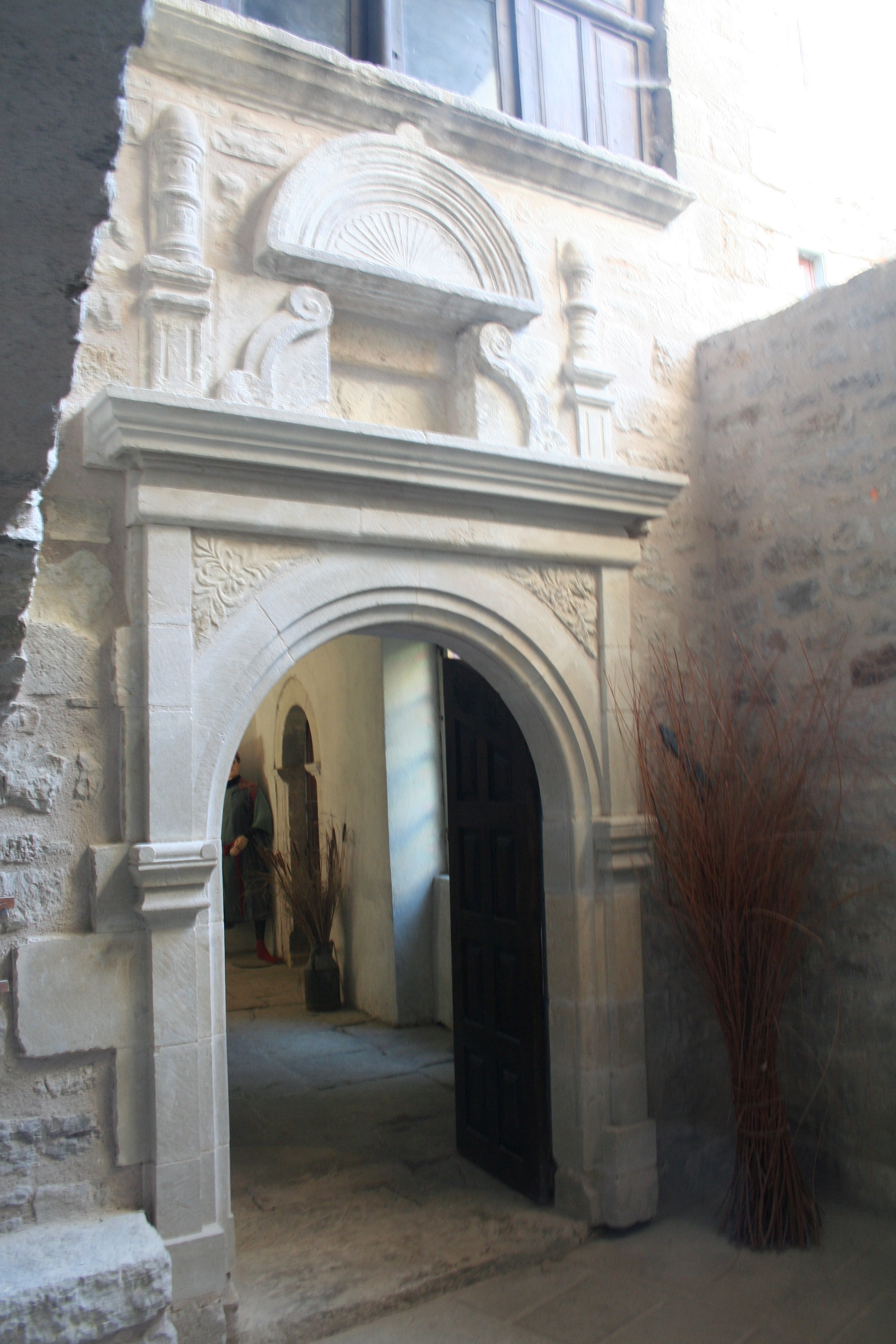
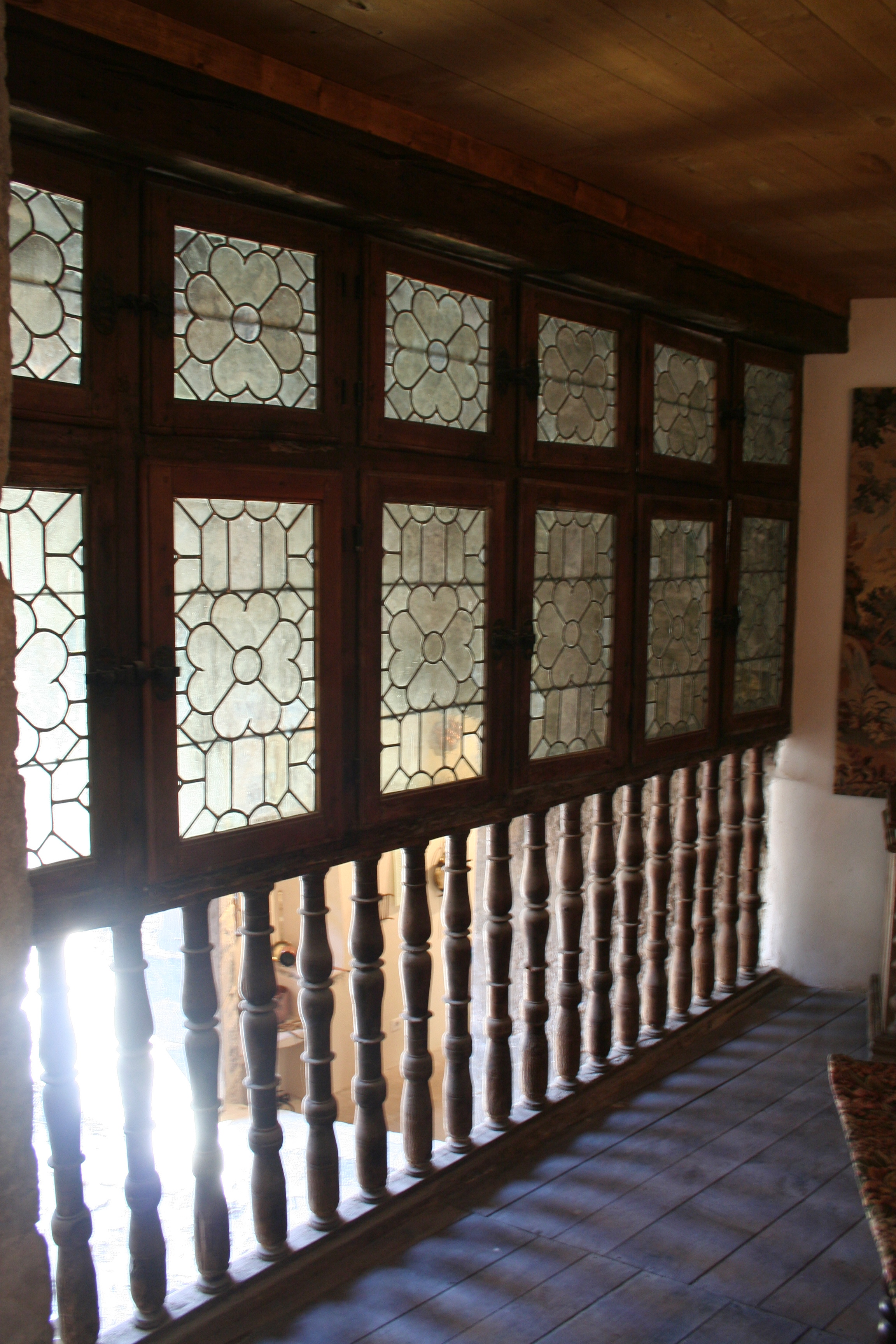

##### Maison de Jeanne
Inoccupée durant 40 ans, cette maison à colombages et encorbellements porte le nom de sa dernière habitante. Cette maison date du XIVe siècle, et plus précisément de 1478 après datation dendrochronologique.
Cette maison est devenue célèbre à la suite de la publication d'une photo d'un touriste américain en mai 2017 sur le site d’hébergement d’images Imgur puis son partage sur les réseaux sociaux, et elle a été décrite ensuite sur ces réseaux avec enthousiasme mais sans fondement comme construite entre le XIIe siècle et le XIIIe siècle, ou comme l'une des maisons habitées les plus anciennes de France, d'Europe voire du monde, sans doute à cause de l'aspect défraichi de son enduit et de son remplissage en torchis, mais ces informations sont fausses : en l'état des connaissances actuelles elle est effectivement considérée comme la plus ancienne maison à pans de bois du département d'Aveyron, et l'une des plus anciennes du département, mais avec ses 544 ans (en 2022), elle n'est ni la plus vieille maison habitée (puisqu'elle n'était pas habitée...), ni la plus vieille de France, de la région ou du département,.
En 2018, la maison et ses façades ont été restaurées, lui faisant perdre aux yeux de certains une partie de son cachet, comme en témoigne le partage encore fréquent de l'image de son ancien aspect sur les réseaux sociaux.

#### Château d'Auberoques
Inscrit MH (1991)

#### Château d'Engayresque
Inscrit MH (1991)

#### Moulin de La Calsalde[20]
Situé dans le quartier des Calquières, l’édifice fut construit entre le XIe et le XIIe siècle par les moines du Puech Agudet (où se trouve actuellement Notre-Dame de Lorette).  Il est mentionné dès 1285 lors d'un différend opposant Guy de Séverac au prieur du village. En 1695, il est fait mention d'un nommé Jean Ricard, meunier du moulin de Calsade relevant de la propriété des Villaret. La propriété et le moulin sont donnés en dot à Rose de Villaret qui épouse Guillaume de Durand en 1679.
Entre 1790 et 1792, Guillaume-Denis de Durand améliora les installations et notamment le réseau amenant l'eau à partir de l'Aveyron. Il crée de grands bassins réservoirs, un vaste étang profond de deux mètres avec une digue et l'aménagement d'une cascade.
Au milieu du 19e siècle, le moulin menaçait ruine. Il est alors entièrement reconstruit et agrandi par Charles-Guillaume de Durand. Les travaux sont achevés en 1852 comme l'atteste la date portée sur la clef de voûte du portail sud-est de l'édifice

#### Château de Loupiac
La famille des Lapanouse fit construire ce château vers le XIIIe siècle mais les seigneurs de Sévérac contestèrent en permanence cette propriété. Vaste demeure, flanquée de quatre tours rondes avec des murs très épais, elle eut un rôle très important au cours des guerres de Religion où elle fut prise et reprise par les deux camps. Elle fut prise et incendiée durant la Révolution. Il est désormais propriété de la famille Gransaigne d'Hauterive depuis 1693.

### Patrimoine religieux

#### Église Saint-Dalmazy
Classé MH (1930)
La première église de Saint Dalmazy fut construite au IXe siècle par les moines du monastère fortifié de La Canourgue dépendant de l’abbaye de Saint-Victor de Marseille.
Au début du XIIe siècle, la communauté de bénédictins de Saint Théofred reçut le monastère de Saint-Sauveur (dans Sévérac), les prieurés de Sévérac et les églises de Saint Dalamazy et de Gaillac d’Aveyron. Le corps principal du bâtiment est construit sur un plan basilical dont le principal élément est une salle rectangulaire divisée en trois parties (les deux bas côtés et la nef). Au XVIIe siècle, l’église abbatiale, agrandie, devient également paroissiale.

#### Chapelle Notre-Dame de Lorette
En 1651, le duc Louis d’Arpajon, seigneur du château de Sévérac aurait fait construire, en face de la butte de Sévérac, cette chapelle en expiation de la mort de son épouse Gloriande de Thémines (qu’il aurait fait assassiner en lui coupant les veines) et pour racheter les crimes de sa mère, Jacquette de Clermont. Il accomplit auparavant un pèlerinage à Rome et à la Santa Casa de Lorette en Italie. Il s’agit de la maison natale de Marie à Nazareth. Cette bâtisse aurait été transportée par bateau par plusieurs croisés de Palestine en Italie.
La chapelle Notre-Dame de Lorette de Sévérac est la réplique exacte de la Santa Casa de Lorette en Italie. Devant l’afflux des pèlerins, le duc d’Arpajon fit bâtir, dès 1658 la chapelle Saint-Joseph attenant à Notre-Dame de Lorette, puis la chapelle Saint-Louis au-dessous de laquelle une autre chapelle fut dédiée au saint Sépulcre. Enfin, les logements pour 12 ecclésiastiques furent terminés en 1666. La communauté y vécut 130 ans. La chapelle Notre-Dame de Lorette contient le cœur du duc, celui de sa mère et celui de sa seconde épouse, Marie de Simiane.
Sous la Révolution, les bâtiments furent pillés, profanés puis vendus comme biens nationaux. Au cours de ces pillages, une statue de la Vierge Marie fut profanée. Une petite bergère, Marie Verlac, du hameau de Cayrac, dissimulée dans les taillis n’avait rien perdu de la scène et s’empressa de déplacer la statue dans une haie, pour venir la chercher la nuit et la cacher dans une grange du hameau de la Calsade en contrebas.
C’est ainsi que chaque soir, au moment de la prière familiale, la bergère ne manquait pas d’ajouter « un Pater per ocquelo qu’es ol palio » (un Notre Père pour celle qui est cachée dans la grange en occitan), sans que quiconque ne comprit le sens de ses propos. Lorsque le culte fut rétabli, Marie dévoila la présence de la statue qui fut portée dans l’église paroissiale Saint-Sauveur, où elle se trouve encore aujourd’hui. Le sanctuaire de la colline ne fut restauré qu’en 1854 lorsque les pèlerinages se développèrent à nouveau.

#### Paroisse de Saint-Chély
Située à 2 km au sud de Sévérac, l’église de Saint-Chély fut très longtemps l’unique paroisse du Sévéragais. Ce n’est qu’en 1150 que les habitants du bourg de Sévérac récupèrent l’église du monastère de bénédictines situé dans la cité médiévale. Les habitants ont dès lors leur église, paroissiale et monastique, au cœur de leur cité. De nouveau sans paroisse entre 1407 et 1787, les habitants du bourg dépendent de la paroisse de Saint-Chély. Après le Concordat (1801), la moitié des fidèles seront orientés vers d’autres églises plus proches de leur lieu d’habitation.
En 1965, Saint-Chély est rattachée à la paroisse Saint Sauveur de Sévérac.

### Patrimoine naturel

#### Lac de la Cisba
C'est en 1943 que le groupe industriel connu aujourd'hui sous le nom de Pechiney (Alcan) créait la Compagnie Industrielle des Schistes Bitumineux Aveyronnais dont le principal site se trouvait sur la commune de Lapanouse.
Les schistes étaient exploités en carrière à ciel ouvert sur un front de plus de 10 m de hauteur. Ils étaient ensuite broyés et conduits dans des fours. Des gaz très chauds traversaient la matière première, la vapeur recueillie à la sortie était condensée et au bout coulait une huile lourde très proche du fioul. Le rendement était de 42 kg d'huile par tonne de schistes et il s'en traitait 1 000 tonnes par jour. L'usine employa jusqu'à 500 personnes. En 1946, il s'étudie la possibilité de transformer les résidus en ciment. En 1950, la production de l'usine était de 6 277 tonnes, soit 300 camions citernes. L'exploitation de l'usine cessera le 31 janvier 1951, l'État mettant fin au contrat qui le liait à la Société. La liquidation totale intervient en 1964. Les grands bâtiments de stockage en béton seront détruits en août 1978 par une compagnie militaire du Génie.
De cette époque, il reste le lac artificiel, actuellement propriété de la communauté de communes de Sévérac, et les deux terrils, seuls témoins de l'activité industrielle. En 1996, le cabinet ANTEA chargé de l'étude hydrobiologique du lac a présenté son rapport : l'examen bactériologique de l'eau est très satisfaisant (pas de coliformes, pas de streptocoques). La baignade est possible. Le lac est alimenté par des sources provenant des infiltrations d'eau dans les couches schisteuses puis s'écoulant le long des strates de calcaire. La plus grande profondeur du lac est de 5,80 m. Depuis 1998, sous l'impulsion de la communauté de communes et de l'office de tourisme cantonal, ce site a été valorisé par des aménagements extérieurs : création d'un local sanitaire, d'un parking et des abords, éclairage public et raccordement aux réseaux.

#### Les sources de l'Aveyron
Ces sources se trouvent à Cayrac, hameau situé sur la commune de Sévérac d'Aveyron et sont composées de trois sources (deux petites et une plus grande). On appelait ces sources « les Douzes » jusqu'au milieu du XXe siècle. L'Aveyron traverse les villes de Sévérac d'Aveyron, Laissac, Rodez, Villefranche-de-Rouergue, Najac, Montricoux… Il dispose de 22 affluents et se jette dans le Tarn.

### Patrimoine culturel
- Musée municipal archéologique abritant une collection d'objets préhistoriques[22].
- Cabinet de curiosités de la Renaissance.

### Personnalités liées à la commune
- Amaury de Sévérac.
- Jourdain de Séverac.
- Gui V de Sévérac.
- Le premier duc d'Arpajon, Louis, maréchal de France et intime de Louis XIII (et Louis XIV) au point d'inspirer à l'écrivain Robert Merle le parcours du personnage de Pierre de Siorac dans sa série « Fortune de France ». Une de ses descendantes fut la duchesse de Noailles, appelée « Madame Étiquette », révoquée de ce poste par Marie-Antoinette.
- Famille de La Valette-Parisot, dont une branche s'était fixée à Sévérac.
- Thomas Rivié (1653-1732) : maréchal-ferrant de Séverac et secrétaire du roi Louis XIV.
- Bernard Seillier, sénateur originaire de Vézins du Lévézou.
- Pierre-Laurent Monestier, dit Monestier de la Lozère, né le 27 septembre 1755 à Sévérac-le-Château et décédé le 1er brumaire an V (22 octobre 1796) à Tarbes, homme politique de la Révolution française.
- Adrien Armand Durand (1787 - 1835) : capitaine et ingénieur géographe né le 8 octobre 1787 à Sévérac-le-Château.
- Louis de Montety (1849-1912): homme politique né et décédé à Sévérac-le-Château, député de l'Aveyron de 1885 à 1893.
- Pau Gayraud (1898-1994) : félibre.
- Armand Vaquerin : ancien joueur de rugby né à Séverac en 1951.
- François Durand-Béchet : homme politique décédé le 27 juillet 1959 à Sévérac-le-Château.

### Héraldique
| Blason de Sévérac-le-Château | Blason  | D'or à quatre pals de gueules. |
| Blason de Sévérac-le-Château | Détails | Blason initial, dérivé de celui des seigneurs de Sévérac. Le statut officiel du blason reste à déterminer. |
| Blason de Sévérac-le-Château | Alias   | Écartelé au 1er de gueules à la croix cléchée, vidée et pommetée de douze pièces d’or, au 2e d'argent aux quatre pals de gueules, au 3e de gueules à la harpe d'or, au 4e d'azur aux trois fleurs de lys d'or, au bâton de gueules péri en bande, sur le tout de gueules à la croix d'argent[réf. nécessaire]. |